# Bétérou
Bétérou este un oraș din Benin. În 2009 avea 15.236 de locuitori. Se bazează pe agricultură și pescuit.